# Liste der Einträge im National Register of Historic Places im Clay County (Iowa)

Lage des Clay County in Iowa

Die Liste der Einträge im National Register of Historic Places im Clay County in Iowa führt die Bauwerke und historischen Stätten im Clay County auf, die in das National Register of Historic Places aufgenommen wurden.

## Legende
| NRHP | Historic Place    |
| HD   | Historic District |

## Aktuelle Einträge
| [ 2 ] | Name                                             | Bild                     | Eintragsdatum        | Lage | Ort                  | Beschreibung                                                                                                |
| ----- | ------------------------------------------------ | ------------------------ | -------------------- | --- | -------------------- | --- |
| 1     | Adams-Higgins House                              |                          | 1984 ID-Nr. 84001214 | 1215 North Grand Avenue 43° 9′ 1″ N, 95° 8′ 43″ W                                                                                         | Spencer              | 1884 im neoklassizistischen Stil errichtetes Wohnhaus                                                       |
| 2     | Clay County Courthouse                           | Clay County Courthouse   | 1981 ID-Nr. 81000229 | West 4th Street Ecke 3rd Avenue, West 43° 8′ 31″ N, 95° 8′ 52″ W                                                                          | Spencer              | 1901 im neoklassizistischen Stil errichtetes Justiz- und Verwaltungsgebäude des Clay County                 |
| 3     | Grand Avenue Historic Commercial District        |                          | 2004 ID-Nr. 04001322 | 301-605 Grand Avenue, 12-18 und 21 West 5th Street sowie 10, 13 und 15-19 West 4th Street 43° 8′ 39″ N, 95° 8′ 42″ W                      | Spencer              | Historischer Distrikt mit 39 im neoklassizistischen und im neuromanischen Stil errichteten Geschäftshäusern |
| 4     | Philip and Anna Parrish Kirchner Log House       |                          | 1993 ID-Nr. 93000897 | 4969 120th Avenue 42° 55′ 42″ N, 95° 20′ 48″ W                                                                                            | Peterson             | 1867 errichtetes Blockhaus; heute Museum                                                                    |
| 5     | Little Sioux River Bridge                        |                          | 1998 ID-Nr. 98000810 | Brücke der 210th Avenue über den Little Sioux River 43° 9′ 47″ N, 95° 10′ 12″ W                                                           | Spencer              | 1915 errichtete Fachwerkbrücke                                                                              |
| 6     | Logan Center School No.5                         | Logan Center School No.5 | 2001 ID-Nr. 00001652 | 420th Street Ecke 310th Avenue 43° 2′ 22″ N, 94° 58′ 23″ W                                                                                | Dickens              | 1895 errichtetes Schulgebäude; heute Rathaus                                                                |
| 7     | North Grand Avenue Residential Historic District |                          | 2014 ID-Nr. 14000212 | North Grand Avenue zwischen 9th Street und 18th Street sowie zwischen 1st Avenue, West und 1st Avenue, East 43° 9′ 4,6″ N, 95° 8′ 43,4″ W | Spencer              | |
| 8     | Spencer High School and Auditorium               |                          | 2010 ID-Nr. 10000002 | 104 East 4th Street 43° 8′ 29″ N, 95° 8′ 35,2″ W                                                                                          | Spencer              | |
| 9     | Wanata State Park Picnic Shelter                 |                          | 1990 ID-Nr. 90001677 | 125th Avenue im Wanata State Park 42° 54′ 38,5″ N, 95° 20′ 17,9″ W                                                                        | südlich von Peterson | 1934 angelegter Picknickplatz                                                                               |

## Frühere Einträge
| [ 2 ] | Name                    | Bild | Eintragsdatum        | Lage               | Ort           | Beschreibung                                                 |
| ----- | ----------------------- | ---- | -------------------- | ------------------ | ------------- | ------------------------------------------------------------ |
| 1     | Seymour Ross Round Barn |      | 1986 ID-Nr. 86001422 | Abseits des IA 374 | Gillett Grove | Im Jahr 2002 abgerissen und 2006 aus dem Register gestrichen |